# Nicola Calipari
Nicola Calipari (* 23. Juni 1953 in Reggio Calabria; † 4. März 2005 in Bagdad) war ein Mitarbeiter des italienischen Auslandsgeheimdiensts SISMI. Er wurde bei einem Zwischenfall nahe dem Bagdader Flughafen als Begleiter der kurz zuvor aus ihrer Geiselhaft freigekommenen Journalistin Giuliana Sgrena von einem Soldaten der amerikanischen Besatzungstruppen im Irak am Checkpoint 451, dessen Besatzung erst knapp zwei Wochen vor dem Zwischenfall in den Irak gekommen war, unter ungeklärten Umständen erschossen. Calipari, der maßgeblich an der Befreiung Giuliana Sgrenas beteiligt war, starb, als er sich schützend über diese warf.
Vor dem Einsatz zur Befreiung Sgrenas soll er bereits an den erfolgreichen Verhandlungen zur Freilassung zweier anderer italienischer Geiseln im Irak, Simona Pari und Simona Torretta, beteiligt gewesen sein.
Der Tod Caliparis führte zu einer deutlichen Verstimmung zwischen Italien und den USA, in deren Verlauf Silvio Berlusconi den US-Botschafter zweimal einbestellte. Trotz einer gemeinsamen Untersuchungskommission konnte keine abschließende Klärung erreicht werden.
Nicola Calipari hinterließ seine Frau und zwei Kinder. Anlässlich des Staatsbegräbnisses am 7. März 2005 wurde er von Staatspräsident Carlo Azeglio Ciampi postum mit der italienischen Tapferkeitsmedaille in Gold ausgezeichnet.